# Orde van Sint-Michaël en Sint-Joris

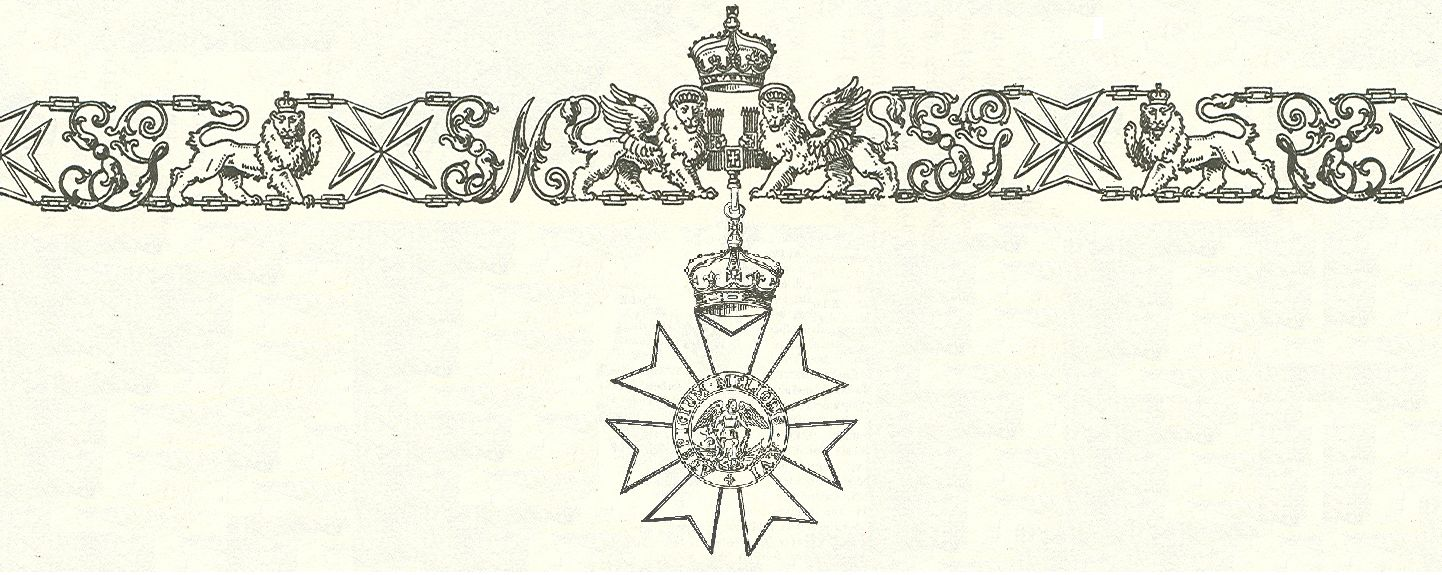
Keten en juweel van de Grootcommandeurs in de Orde van Sint-Michael en Sint-Joris

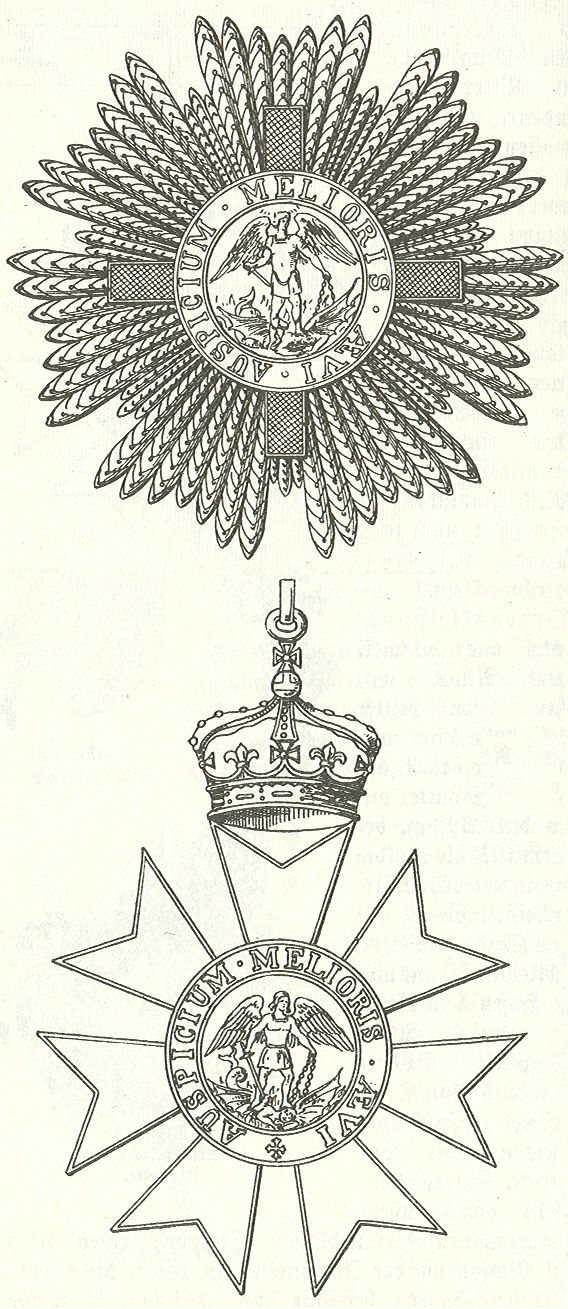
Ster en juweel van de Grootcommandeurs in de Orde van Sint-Michael en Sint-Joris

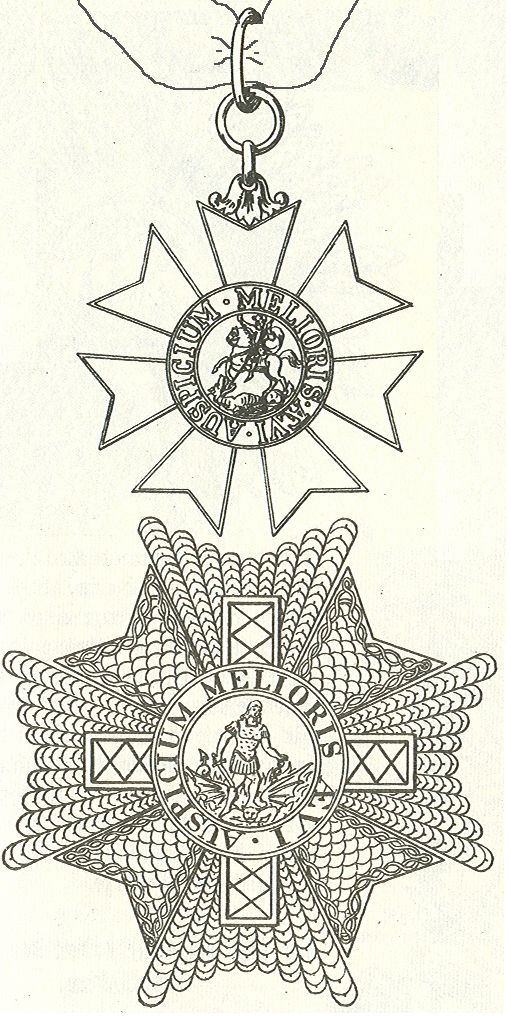
Ster en juweel van de Ridders-Commandeur in de Orde van Sint-Michael en Sint-Joris

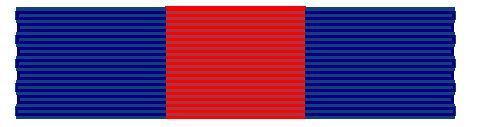
lint van de Orde van Sint-Michael en Sint-Joris

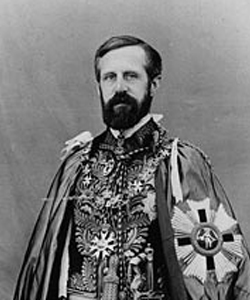
Ordekleding van de Orde van Sint-Michael en Sint-Joris

De Meest Voorname Orde van Sint-Michaël en Sint-Joris (Engels: The Most Distinguished Order of Saint Michael and Saint George) werd op 12 augustus 1818 door prins-regent George, de latere koning George IV van het Verenigd Koninkrijk, ingesteld als een orde van verdienste voor de bewoners van de door Groot-Brittannië bezette Ionische Eilanden, de Verenigde Staten van de Ionische Eilanden en Malta.
De Orde werd toegekend voor verdiensten voor de Britse kroon en ook aan Britten verleend die zich in het Middellandse Zeegebied verdienstelijk hadden gemaakt.Op het eerder door Frankrijk op de ridders van Malta veroverde eiland waren veel gedecoreerde inwoners die met hun linten en sterren pronkten terwijl de Maltezers die met de Engelsen samenwerkten niet passend beloond konden worden. Voor gebruik op Malta, Korfoe en de Ionische Eilanden vroeg en kreeg Gouverneur Maitland dan ook een eigen ridderorde. Er mochten 15 grootkruisen, 20 ridders-commandeur en 25 companions worden benoemd. De orde werd naar een aartsengel en Sint-Joris, de schutspatroon van Engeland ("George" in het Engels) genoemd, een keuze die ook de katholieke inwoners niet zou afstoten.
De gouverneur werd grootmeester en de orde werd schitterend uitgerust met kostbare en fraai versierde kruizen en ketens en als ordekleding koos men voor hemelsblauwe zijden mantels met witte strikken.De voering van de mantels is rood en de officieren van de orde dragen de mantel, zonder het grote kruis op de linkerschouder, met de rode zijde buiten.
Sinds 1906 heeft de orde een kapel in de St. Paul's kathedraal in Londen.

## De versierselen van de orde
Mochten doel en rangaanduiding van de orde ook zijn veranderd in de afgelopen twee eeuwen, de verdeling in drie graden en de uitvoering van de versierselen bleven min of meer gelijk.
- Grootkruisen dragen een groot juweel van de orde met een kroon als verhoging aan een verguld-zilveren keten of een breed lint over de rechterschouder.Op de linkerborst dragen zij een gedeeltelijk vergulde ster. Zij mogen de letters GCMG achter hun naam plaatsen en verwerven de persoonlijke adeldom.
- Ridders-commandeur dragen een groot juweel van de orde met een kroon als verhoging aan een lint lint om de hals of, in het geval van dames, een strik.Op de linkerborst dragen zij een zilveren ster. Zij mogen de letters KCMG of DCMG achter hun naam plaatsen en verwerven de persoonlijke adeldom.
- Leden (Engels: Companions) dragen een klein juweel van de orde met kroon aan een lint lint om de hals of, in het geval van dames, een strik. Zij mogen de letters CMG achter hun naam plaatsen. In het begin van de 19e eeuw droeg men het versiersel aan een lint met een gesp in het knoopsgat of op de linkerborst. Pas in 1917 stond de koning de leden van alle Britse en koloniale orden het dragen van hun kleinood aan een lint om de hals toe.

In 1818 kwam een eerste kist vol met in Londen vervaardigde onderscheidingen in Malta aan. Door een misverstand waren de kronen bij de companions weggelaten. Later werden deze alsnog toegevoegd. Tot 1869 waren de sterren geborduurd en in 1910 werd het kleinood of juweel van de grootkruisen iets kleiner. De orde volgde daarin de heersende mode. Toen de boorden van uniformen en rokkostuums smaller werden volgden ook de linten van de commandeurs en de linten van de dames zijn zoals gebruikelijk iets smaller dan die van de heren.
Het motto van de orde is "Auspicivm Melioris Ævi" wat "teken van een betere tijd" betekent.
De Britse koning is de soeverein van de orde en er is ook een Grootmeester. Deze laat zich door de officieren van de orde, een prelaat, deken, kanselier, secretaris, assistent-secretaris, archivaris (registrar) en "Gentleman Usher of the Blue Rod" (ceremoniemeester) bijstaan. Allen dragen schitterende mantels en versierselen zoals gouden boekjes, kruizen met een bisschopsmijter en medaillons met de aanduiding van hun taak aan een gouden keten om de hals. De mantels van de soeverein en de grootmeester zijn gelijk; beiden dragen een sleep waar de mantels van alle anderen kort zijn.

## De heraldiek van de Orde van Sint-Michaël en Sint-Joris
Pas in 1917 werd het de Britse leden toegestaan om, zoals de Maltese en Ionische leden altijd al hadden mogen doen, hun wapen met een cirkel met het motto "Auspicivm Melioris Ævi" te omringen en een kleinood aan een lint onder het wapen te hangen.De grootkruisen dragen een keten van de orde om hun wapenschild. De leden mogen ook, net als Britse edelen, schildhouders in hun wapen zetten.
De Grootkruisen hangen hun vaandel met daarop hun wapenschild aan de wanden van de kapel in de crypte van St Paul's Cathedral in Londen. Daar vinden ook plechtigheden van de orde plaats waarbij de grootkruisen en de officieren hun mantels en ketens dragen.

## De Orde van Sint-Michaël en Sint-Joris als Ionische onderscheiding
Britten kregen vaak op grond van hun rang een benoeming in de orde maar zij mochten deze alleen blijven dragen wanneer zij langer dan vijf jaar in Malta of elders in het gebied hadden gewerkt.

## De graden van de orde (1818-1832)
- Grootkruisen
- Ridder-commandeurs
- Cavalieri of ridders

Allen verkregen persoonlijk adeldom wanneer zij de orde ontvingen en mochten zich dus "sir" noemen. Deze regeling wijkt af van die in de Orde van het Bad en komt overeen met die van de Orde van de Welfen. In 1832 werd Nicholas Harris Nicolas wapenkoning van de orde en hij zette met steun van de Britse minister van Koloniën hervormingen in de orde door; de orde moest vanuit Londen worden bestuurd en zo worden hervormd dat zij meer op de Orde van het Bad zou gaan lijken en minder met de Middellandse Zee en de Britse bezittingen aldaar in verband zou worden gebracht.
Een Britse prins, de hertog van Cumberland, werd grootmeester en de rang van "cavalier" werd voor Britten vervangen door die van companion.De eis dat men vijf jaar in het gebied moest hebben verbleven verviel en ook benoemingen "ex officio" werden niet meer gedaan. In 1832 werd sir Nicholas ook kanselier van de orde, een orde met een kanselier zoals de orden van de Kousenband en de Distel die bezaten deed de Orde van Sint-Michaël en Sint-Joris sterk in aanzien stijgen. In 1836 werd de financiering van de orde overgenomen door de Britse schatkist.
In 1849 was in officiële correspondentie nog sprake van de "Ionische orde van Sint-Michaël en Sint-Joris" en in 1851 werd vastgelegd dat ook inwoners van Malta en de Ionische Eilanden in het vervolg companions zouden zijn. In 1860 werd George Bowen grootcommandeur omdat hij gouverneur van Queensland in Australië was geweest. De orde werd langzamerhand een minder Ionische onderscheiding al leefden op Korfoe, Malta en de eilanden tientallen leden van de orde. In 1864 deed Groot-Brittannië afstand van haar Ionische bezittingen.

## De Orde van Sint-Michaël en Sint-Joris als koloniale onderscheiding
De hertog van Buckingham en Chandos, minister van Koloniën, hervormde de orde in 1868. Groot-Brittannië verwierf in deze jaren in hoog tempo een reusachtig koloniaal rijk en tientallen bestuurders moesten worden gedecoreerd. Ook de behoefte aan onderscheidingen voor buitenlanders nam in deze tijd waarin dankzij trein en stoomboot vaker gereisd kon worden sterk toe. Het Britse leger had op haar beurt behoefte aan een onderscheiding naast de Orde van het Bad. Het resultaat was een jarenlang aanhoudende bureaucratische strijd tussen de ministeries voor leger, koloniën en Buitenlandse Zaken om zeggenschap over de orde en benoemingen in de orde van Sint-Michaël en Sint-Joris.
Al werden er nog oude rekeningen op de Ionische Eilanden vereffend met benoemingen in de orde, de uitbreiding had als oogmerk om koloniale bestuurders in hele Britse imperium te decoreren. Vanwege de bijzondere plaats die Malta innam in de geschiedenis van de orde werden er geregeld benoemingen op Malta gedaan maar het eiland leverde nog maar weinig leden.
- Het aantal grootkruisen steeg van 15 naar 25
- Het aantal ridders-commandeur steeg van 20 naar 60
- Het aantal companions steeg van 25 naar 100

In de daaropvolgende jaren werden benoemingen op Malta schaarser en werden overal in het Britse Rijk, met uitzondering van India dat eigen koloniale ridderorden bezat, benoemingen in de orde gedaan. De orde groeide dan ook in omvang. In 1877 waren er
- 35 grootkruisen,
- 120 ridders-commandeur en
- 200 companions.

Dames werden wel voorgedragen maar niet benoemd. In de nieuwe statuten werden ook "vreemde prinsen en personen die zich verdienstelijk hadden gemaakt" met name genoemd.

## De Orde van Sint-Michaël en Sint-Joris als diplomatieke onderscheiding
Toen de orde werd ingesteld had het Verenigd Koninkrijk drie ambassadeurs en waren er 21 gezanten en gevolmachtigd ministers. In 1870 waren er al vijf ambassadeurs en 24 andere diplomatieke posten maar vooral de behoefte om decoraties uit te wisselen met vreemde regeringen was enorm toegenomen. Met een beroep op de nieuwe statuten eiste de Minister van Buitenlandse Zaken en vast aantal benoemingen in de Orde van Sint-Michaël en Sint-Joris op. Diplomaten werden nauwelijks betaald en daarom waren cadeaus en onderscheidingen nodig om hen te belonen, de Orde van het Bad moest exclusief blijven en andere alternatieven waren er (nog) niet. Daarom werd de Orde van Sint-Michaël en Sint-Joris verleend aan prinsen, sultans, ambassadeurs en in de ogen van Londen "kleine" koningen als de koning van Thailand.
In 1879 werden het Ministerie van Buitenlandse Zaken
- 15 grootkruisen,
- 30 ridders-commandeur en
- 60 companions ter beschikking gesteld zodat het aantal plaatsen in de orde groeide van 355 naar 460 leden. Britse koninklijke prinsen werden als "extra leden" niet meegeteld in dit aantal.

Ook de premier en koningin Victoria begonnen hun favorieten in de Orde van Sint-Michaël en Sint-Joris te benoemen. Victoria benoemde haar lijfartsen en de premier gebruikte de onderscheiding voor zijn eigen politieke doeleinden. Gouverneurs en premiers van dominions claimden, en kregen, hun eigen recht om een bepaald aantal mensen voor benoeming voor te dragen.
In 1891 waren er dan ook al
- 65 grootkruisen,
- 200 ridders-commandeur en
- 342 companions

In 1894 werd voor het eerst voorgesteld om ook surnumeraire leden, maar niet meer dan zes grootkruisen, negen ridders-commandeur en achttien companions te benoemen, maar "alleen wanneer bijzondere omstandigheden dat nodig maakten". In 1897 werd vastgelegd dat het aantal plaatsen in de orde niet zou toenemen maar dat er wel "rechtmatig een onbeperkt aantal benoemingen kon worden gedaan". De jubileumfeesten en de Tweede Boerenoorlog maakte het verlenen van de deze extra onderscheidingen inderdaad nodig. Het Britse leger vroeg om 144 benoemingen in de orde en kreeg uiteindelijk 177 benoemingen.
De behoefte aan onderscheidingen was in de late 19e en vroege 20e eeuw zeer groot. Tijdens een tour door het Britse Rijk verleenden de hertog en hertogin van Cornwall en York (de latere George V van het Verenigd Koninkrijk en Koningin Mary) niet minder dan 4329 onderscheidingen waaronder 64 onderscheidingen in de Orde van Sint-Michaël en Sint-Joris.
In 1902 met de kroning van Eduard VII in het verschiet werden Buitenlandse zaken en Koloniën het eens over een verdeling van respectievelijk
- 30 en 70 grootkruisen,
- 90 en 210 ridders-commandeur en
- 180 en 420 companions.

## De machtsgreep van de strijdkrachten
In de eerste maanden van de Eerste Wereldoorlog verleende koning George V met medeweten van het ministerie van Oorlog maar tot ontzetting van de kanselarij van de orde een aantal benoemingen. Tijdens inspecties en bezoeken aan Frankrijk benoemde hij ettelijke Franse generaals en ministers in de Orde van Sint-Michaël en Sint-Joris. Dat dit een constitutioneel monarch niet is toegestaan ontging de ambtenaren niet en het leger probeerde in een slinkse manoeuvre de kanselarij tegen de koning uit te spelen zodat de koning, boos over de tegenwerking van de kanselier, het voorstel van het leger zou steunen om het leger een benoemingsrecht te geven. In de praktijk werd de onderscheiding Companion in de Orde van Sint-Michaël en Sint-Joris 1125 maal verleend en al snel de "vierde rang van de Orde van het Bad" genoemd. Overigens verleende men in Duitsland meer dan 290000 ridderorden per jaar en in Frankrijk 22738.
De op 4 juni 1917 ingestelde "Orde van het Britse Rijk met zijn vijf rangen en onbeperkte aantallen benoemingen loste de problemen rond het " exclusief houden" van de hogere Britse orden op. Zeventien onderdanen van de Centrale machten werden, zeer tot ongenoegen van de koning, uit de lijsten van de orde geschrapt.
In 1919 vierde Groot-Brittannië een klinkende maar zwaar betaalde overwinning. Er werden nog eens 427 benoemingen in de Orde van Sint-Michaël en Sint-Joris gedaan waarvan het Ministerie van Koloniën er 19, Buitenlandse Zaken 6, de vloot 35, de pas ingestelde luchtmacht 30 en het leger niet minder dan dan 337 benoemingen voor haar rekening nam. Uiteindelijk waren er 3846 militaire benoemingen geweest.
De Orde van Sint-Michaël en Sint-Joris in het interbellum
Direct na de oorlog namen de kanselarij en de ministeries van Buitenlandse Zaken en Koloniën de teugels weer in handen. Militaire voordrachten werden beleefd maar beslist afgewimpeld. De ministeries kwamen in 1920 een nieuwe verdeling overeen.Buitenlandse zaken en Koloniën beschikten nu over respectievelijk:
- 30 en 70 grootkruisen,
- 90 en 210 ridders-commandeur en
- 240 en 560 companions.

In de Tweede Wereldoorlog speelde de Orde van Sint-Michaël en Sint-Joris geen grote rol. In 1948 werd beslist dat de gouden keten in het vervolg na het overlijden van een ridder teruggestuurd moet worden.De andere versierselen zijn privébezit van de gedecoreerden.

## De Orde van Sint-Michaël en Sint-Joris en de dekolonisatie
Toen de vele koloniën onafhankelijk waren geworden werd ook het Ministerie van Koloniën, en wel op 7 januari 1967 opgeheven. De kanselarij die onderdeel van het Ministerie van Koloniën was geweest ging na een korte tijd deel van Buitenlandse Zaken geweest te zijn in 1968 op in de Centrale Kanselarij van de Britse Ridderorden. In 1965 was ook de eerste vrouw in de orde benoemd.

## De grootmeesters van de Orde van Sint-Michaël en Sint-Joris
De orde heeft negen grootmeesters gehad. Deze functie is niet zuiver ceremonieel en vooral Maitland en Lord Alexander hebben veel voor de orde betekend. De grootmeesters gebruiken weleens de letters G.M.M.C. (Grand Master of Saint Michael and George) achter hun naam.
- 1818-1825: Thomas Maitland, gouverneur van Malta en hoge commissaris van de Ionische Eilanden.
- 1825-1850: Adolf, hertog van Cambridge
- 1850-1904: George, hertog van Cambridge, zoon van de vorige grootmeester.
- 1904-1910: George, prins van Wales, de latere George V.
- 1910-1917: vacant
- 1917-1936: Eduard, prins van Wales, de latere Eduard VIII.
- 1936-1957: Alexander van Teck, graaf van Athlone
- 1957-1959: E.F.L. Wood, graaf van Halifax
- 1959-1967: Harold Alexander, graaf van Tunis
- 1967-....: Edward, hertog van Kent

In 2007 was het aantal leden van de orde vastgesteld op 2250. Er mogen 125 grootkruisen, 375 ridders-commandeur en 1750 companions zijn. Buitenlandse leden en Britse prinsen worden in deze aantallen niet meegeteld. In de kleine kapel is alleen plaats voor de vaandels van de oudste 21 Grootkruisen.In het buitenland wordt de onderscheiding geregeld gebruikt om ministers van Buitenlandse Zaken en eerste ministers (premiers) te onderscheiden.

## Nederlandse (honoraire) Grootkruisen in de Orde van Sint-Michaël en Sint-Joris
- Viceadmiraal Abraham George Ellis (1905)
- Kapitein-ter-zee William James Cohen Stuart (1905)
- Willem Drees (1958)
- Joseph Marie Antoine Hubert Luns (1958)
- Wilhelmus Klaas Norbert Schmelzer (1972)
- Hans van den Broek (1982)
- Max van der Stoel (2006)
- Jaap de Hoop Scheffer (2010)

## Belgische (honoraire) grootkruisen in de Orde van Sint-Michaël en Sint-Joris
- Charles Marie Pierre Albert Graaf van Broqueville (1914)
- Luitenant-generaal Gerard Matthieu Joseph Georges Graaf Leman (1918)
- Henri Victor Marie Ghislaine Graaf Carton de Wiart (1921)
- Henri Jaspar (1922)
- Kolonel Georges Emile Pierre Léonard Theunis (1922)
- Paul Louis Adrien Henri Hymans (1927)
- Paul Henri Charles Spaak (1937)
- Paul Emile François Henri Vanden Boeynants (1966)
- Pierre Charles José Marie Graaf Harmel (1966)
- André Marie de Staercke (1976)

## Belgische ridder-commandeurs in de Orde van Sint-Michaël en Sint-Joris
- Peter Piot
- Jacques Rogge

## Een bekende anekdote over deze ridderorde
De achter de naam te plaatsen letters C.M.G., K.C.M.G., en G.C.M.G. worden wel vertaald met "Call me God", "Kindly Call me God" en "God Calls Me God".